# Zbigniew Cywiński
Zbigniew Cywiński (* 12. Februar  1929 in Toruń) ist ein polnischer Bauingenieur und Hochschullehrer.

## Leben
1949 begann Cywiński sein Studium an der Politechnika Gdańska (TU Danzig). Seine Diplomarbeit schrieb er 1953 bei Stanisław Błaszkowiak über ein Stahlbrücken-Thema. Danach erhielt er an dessen Lehrstuhl eine Assistentenstelle und arbeitete im Projektbüro für Eisenbahnbau. Da sich Cywiński der Theorie widmen wollte, wechselte er 1956 zum Lehrstuhl für Baumechanik, dessen Inhaber damals Witold Nowacki war. Mit Ausnahme von Cywińskis Lehrtätigkeit im Ausland und an der Fakultät der TU Danzig, blieb er dem Lehrstuhl für Baumechanik, dessen Leitung er von 1993 bis 1999 innehatte, verbunden.
Im Jahr 1964 stellte er seine Doktorarbeit über eine Erweiterung der Theorie der Wölbkrafttorsion fertig, deren gekürzte Fassung, Torsion des dünnwandigen Stabes mit veränderlichem, einfach symmetrischem offenem Querschnitt, Cywiński noch im selben Jahr in der Zeitschrift Der Stahlbau publizierte. 1968 erfolgte Cywińskis Habilitation; er wurde aber erst 1978 zum Professor ernannt und war bis 2000 als Hochschullehrer an der TU Danzig tätig. Der Fakultät für Bauwesen seiner Universität stellte er sich 1984–1987, 1993–1996 und 1996–1999 als Dekan der Fakultät für Bauwesen zur Verfügung.
Mit seinen Forschungen zur Verallgemeinerung der Theorie der Wölbkrafttorsion von  W. S. Wlassow und die auf  F. W. Bornscheuer zurückgehende Systematik erweiterte Cywiński mit Meisterschaft den Rahmen für die Theorie dünnwandiger Konstruktionen. Diese Forschungsrichtung blieb eine Konstante im wissenschaftlichen Schaffen Cywińskis.
Parallel zu seiner Tätigkeit in Polen war Cywiński auch im Ausland tätig. 1965–1966 ging er als Berater an die  Universität von Bagdad und von 1970 bis 1973 als Assistant Professor an die Höhere Ingenieurschule Mossul. Von 1979 bis 1980 war er als UNESCO-Experte in Mogadischu und in den Jahren 1987–1988 als Professor an der Universität Tokio tätig. „Die japanischen Erfahrungen und Erlebnisse“, notierte sein Danziger Kollege Jerzy Ziółko, „haben ihm endgültig ermöglicht, die Welt der Technik ganzheitlich zu erfassen“. Ein Zeugnis hierfür ist Cywińskis Engagement für die Erhaltung historisch bedeutsamer Ingenieurbauwerke – wie beispielsweise den alten Brücken im Weichseldelta bei Tczew (Dirschau 1857 und 1891).  Zu diesem Thema begründete er 1993 mit Waldemar Affelt an der TU Danzig eine Konferenzserie, deren vierte 2005 stattfand. Auch im Bereich der Ingenieurbiografik war Cywiński aktiv. So unterstützte er Karl-Eugen Kurrer bei seinen Monografien über die Geschichte der Baustatik mit Material über polnische Wissenschaftler der Baustatik, Strukturmechanik und des Konstruktiven Ingenieurbaus: Maciej Bieniek, Roman Ciesielski, Ryszard Dąbrowski, Maksymilian Tytus Huber, Feliks Jasiński, Witold Nowacki, Wacław Olszak und Witold Wierzbicki.
Cywiński wirkte im Rahmen der International Association for Bridge and Structural Engineering (IABSE) als Alternate Delegate to the Permanent Committee und Mitglied der Working Commission 7 Sustainable Engineering mit. Bei der American Society of Civil Engineers (ASCE) engagierte er sich als Fellow und als Charter Member des Structural Engineering Institute.
Aus der Feder Cywińskis stammen über 750 Publikationen, davon ein Drittel in englischer und deutscher Sprache. Für die Zeitschrift Stahlbau reichte er nicht nur zahlreiche Manuskripte ein, sondern wirkte bis Ende 2018 aktiv im wissenschaftlichen Beirat mit; seit Anfang 2019 ist Cywiński Ehrenmitglied des wissenschaftlichen Beirats von Stahlbau. In den Zeitschriften Inżynieria i Budownictwo, Inżynieria Morska i Geotechnika und Archives of Civil Engineering veröffentlichte Cywiński zahlreiche Buchbesprechungen.
Von den Ehrungen, die Cywiński zuteil wurden sei das Offizierskreuz des Ordens Polonia Restituta und die Professor-Stefan-Kaufmann-Medaille des Polnischen Vereins der Bauingenieure und -techniker (Polski Związek Inżynierów i Techników Budownictwa: PZITB) genannt.

## Schriften
- Cywiński, Z.: Torsion des dünnwandigen Stabes mit veränderlichem, einfach symmetrischem, offenem Querschnitt, in: Stahlbau 33. Jg. (1964), H. 10, S. 301–307.
- Cywiński, Z.:  Bimoment distribution method for thin-walled beams, in: Der Stahlbau, 47. Jg. (1978), H. 4, S. 106–113 und H. 5, S. 152–157.
- Cywiński, Z.: Simplified evaluation of wrought iron bridges, in: Stahlbau, 54. Jg. (1985), H.      4, S. 103–106.
- Cywiński, Z.: The „conflict“ of theory and practice in civil engineering education, in: International Congress of Engineering Deans and Industry Leaders, Melbourne 1995, Congress Proceedings, pp. 298–303.
- Cywiński, Z.: Humanities & arts – essential agents of contemporary engineering education, in: SEFI Annual Conference Humanities and Arts in a Balanced Engineering Education, Cracow 1997, Conference Proceedings, pp. 22–35.
- Cywiński, Z., Kido, E. M.: Urban bridge aesthetics: Major challenge of the 21st century, in: IABSE 16th Congress, Lucerne 2000, Congress Report, pp. 14–15; CD-ROM, 8 pp.
- Cywiński, Z.: Current philosophy of sustainability in civil engineering, in: Journal of Professional Issues in Engineering Education and Practice, ASCE, Vol. 127 (2001), No. 1, pp. 12–16.
- Cywiński, Z.: History of a “paradox” for thin-walled members with variable open cross-sections, in: International Journal for Stability and Dynamics, Vol. 1 (2001), No. 1, pp. 47–58.
- Cywiński, Z.: Zur Ähnlichkeit der Drill- und Biegeträger-Formeln für dünnwandige Stäbe,  in: Stahlbau, 72. Jg. (2003), H. 8, S. 609–614.
- Cywiński, Z.: 100 Years of the Technical University Education in Gdańsk 1904-2004. POLNORD-Wydawnictwo OSKAR, Gdańsk 2004; 2. Aufl. Gdańsk 2006.
- Cywiński, Z.: Formänderungsgrößenverfahren mittig gedrückter dünnwandiger Stäbe mit einfach- und doppeltsymmetrischen offenen Querschnitten, in: Stahlbau, 74. Jg. (2005), H. 12, S. 916–924.
- Cywiński, Z.: Zur Entwicklung der Steifigkeitsmatrizen für dünnwandige Stäbe, in: Stahlbau, 78. Jg. (2009), H. 2, S. 103–107.
- Chróścielewski, J., Cywiński, Z., Sitarski, A.: Conventional and advanced bendig strength analysis of common and castellated, homogeneous and hybrid I-beams, in: Stahlbau, 81. Jg. (2012), H. 2, S. 142–150.
- Kido, E. M., Cywiński, Z.: The colours of steel bridges in Japan – principles and examples, in: Stahlbau, 85. Jg. (2016), H. 3, S. 181–194.
- Kido, E. M., Cywiński, Z.: Aesthetic perception of steel-glass architecture in Japan, in:  Stahlbau, 86. Jg. (2017), H. 6, S. 515–526.

## Nachweise
1. ↑   Ziółko, J.: Zbigniew Cywiński 75 Jahre. In: Stahlbau, 73. Jg., (2004), H. 2, S. 136–137.
2. ↑  Groh, C.: The old Dirschau Bridge in its technical detail. In: Proceedings of the International Conference „Preservation of the Engineering Heritage“ – Gdańsk Outlook 2000", ed. by Z. Cywiński & W. Affelt, pp. 103–109. Gdańsk: Technical University of Gdańsk 1999.
3. ↑  Ramm, W.: History of the Vistula Bridges in Tczew. In: Proceedings of the International Conference „Preservation of the Engineering Heritage – Gdańsk Outlook 2000“, ed. by Z. Cywiński & W. Affelt, pp. 195–204. Gdańsk: Technical University of Gdańsk 1999
4. ↑  Rezensionen von Geschichte der Baustatik. Auf der Suche nach dem Gleichgewicht (2016) und The History of the Theory of Structures. Searching for Equilibrium (2018)

| Personendaten    | Personendaten           |
| ---------------- | ----------------------- |
| NAME             | Cywiński, Zbigniew      |
| KURZBESCHREIBUNG | polnischer Bauingenieur |
| GEBURTSDATUM     | 12. Februar 1929        |
| GEBURTSORT       | Thorn                   |